# Mary Ritter Beard
Mary Ritter Beard (5 août 1876 - 14 août 1958)  est une historienne, archiviste, auteure et militante américaine pour le droit de vote des femmes et la défense de la justice sociale. 
En tant que réformatrice de l'ère progressiste, Beard est active dans les mouvements syndicaux tout en s'engageant dans la lutte pour les droits des femmes. Elle écrit plusieurs ouvrages sur le rôle des femmes dans l’histoire, dont On Understanding Women (1931), America Through Women's Eyes (1933) et Woman As Force In History: A Study in Traditions and Realities (1946), qui est son œuvre majeure. En outre, elle collabore avec son mari, l'historien Charles Austin Beard, en tant que co-auteure de plusieurs manuels de la série The Rise of American Civilization (1927). Un livre autonome, Basic History of the United States, constitue leur ouvrage le plus vendu.
Son travail est remis en avant en 1995 par Anke Voss-Hubbard, qui publie l'article No Document No History (1995) à propos des collectes d'archives à vocation féministe effectuées par Beard.
Au cours des premières décennies du XXe siècle, Beard soutient activement l'adoption du dix-neuvième amendement et elle s'implique dans plusieurs organisations pour le droit de vote des femmes, notamment la Women's Trade Union League, la Equality League of Self-Supporting Women (rebaptisée plus tard Women's Political Union), le New York City Suffrage Party et la Wage-Earners' Suffrage League. Elle est également membre du conseil consultatif de l'Union du Congrès pour le droit de vote des femmes (renommée plus tard le Parti national de la femme). Pendant un certain temps, elle a édité des publications sur le suffrage, The Woman Voter et The Suffragist.
L'intérêt de Beard pour l'histoire des femmes l'amène à travailler à la création du World Center for Women's Archives en 1935 à New York. Bien que le centre ferme ses portes en 1940, en grande partie en raison de problèmes internes et d'un manque de financement, ses efforts ont encouragé plusieurs collèges et universités à commencer à collecter des documents similaires sur l'histoire des femmes. Beard joue un rôle de consultante dans le développement des archives d'histoire des femmes aux Radcliffe et Smith Colleges, ce qui mène finalement à la création de la bibliothèque Arthur et Elizabeth Schlesinger sur l'histoire des femmes en Amérique au Radcliffe Institute for Advanced Study, à l'université Harvard et à la Sophia Smith Collection au Smith College.

## Biographie

### Antécédents familiaux
Mary Ritter Bear naît le 5 août 1876 à Indianapolis, dans l’État de l’Indiana. Elle était le quatrième des sept enfants de la famille et la fille aînée. Ses parents sont Narcissa Lockwood et Eli Foster Ritter.
La mère de Mary, Narcissa (Lockwood) Ritter naît à Paris (Kentucky) et est diplômée de la Brookville Academy à Thornton, Kentucky. Elle travaille comme enseignante dans le Kentucky avant de déménager avec sa famille en 1861 à Greencastle, Indiana (qui abrite Asbury, aujourd'hui l'université DePauw),,.
Eli Ritter, le père de Mary, est le fils de Rachel (Jessup) et de James Ritter. Il naît et grandit dans la ferme de ses parents à l'ouest d'Indianapolis dans le comté de Hendricks (Indiana). Après avoir fréquenté la Northwestern Christian University (aujourd'hui Butler University) à Indianapolis de 1859 à 1861, il s'enrôle dans l'armée de l'Union en avril 1861, rejoignant le 16th Indiana Infantry Regiment peu après le déclenchement de la guerre civile américaine. Après son service militaire, il s'inscrit à l'université d'Asbury et obtient un baccalauréat en 1865. Il épouse Narcissa Lockwood, une résidente de Greencastle, en juin 1866. En raison de sa vue faible, Eli Ritter s'est appuyé sur sa femme, Narcissa, qui lui fait la lecture pendant ses études de droit. Après avoir passé le barreau de l'Indiana en 1866, les Ritter déménagent à Indianapolis où Eli a établi un cabinet d'avocats. De plus, il devient actif dans le mouvement de tempérance et en 1883 devient colonel dans la Garde nationale de l'Indiana.

### Éducation et développement intellectuel
Mary Ritter fréquente les écoles publiques d'Indianapolis et obtient son diplôme de la Shortridge High School en 1893,. Vers l'âge de seize ans, elle s'inscrit à l'université DePauw, l'alma mater de son père et de ses autres frères et sœurs, et devient membre de la sororité Kappa Alpha Theta,,. Elle est également nommée présidente de sa classe.
Elle est diplômée de DePauw en 1897 avec un baccalauréat en philosophie (PhB),,. Ritter a affirmé plus tard avoir été influencée par deux sœurs de la sororité à DePauw qui ont refusé de se limiter aux cours et activités conventionnels pour les femmes,. Son professeur d'allemand, Henry B. Longden, constitue une autre influence précoce pour Ritter ; celui-ci incorpore la culture, la littérature et la philosophie dans son enseignement de langue allemande, demandant à ses étudiants de voir leurs études dans un contexte beaucoup plus large[réf. nécessaire].
Au cours de ses études universitaires, Ritter rencontre Charles Austin Beard, un camarade de classe, avec qui elle entame une relation et qui devient son futur mari. Beard, originaire du comté de Henry, dans l'Indiana, est le fils d'un riche fermier et investisseur immobilier. Après avoir fréquenté la Spiceland Academy (une école Quaker du comté de Henry), Beard s'inscrit à l'université DePauw en 1894. Il est diplômé de Phi Beta Kappa en 1898.

### Mariage et vie de famille
Après l'obtention de son diplôme en 1897, Mary trouvé un emploi dans l’école publique de Greencastle en tant que professeur d’allemand. Pendant ce temps, Charles, son fiancé, se rend en Angleterre pour ses études à l’université d'Oxford. Il a également aidé à établir Ruskin Hall (aujourd'hui Ruskin College), une université gratuite pour les hommes de la classe ouvrière, avant de retourner aux États-Unis à la fin de 1899. Mary et Charles se marient en mars 1900, et celle-ci l’accompagne un mois plus tard en Angleterre, où il poursuit ses études. Le couple s'installe dans un premier temps à Oxford, et ensuite à Manchester, où naît leur premier enfant, Miriam, en 1901,.
En 1902, après avoir décidé de retourner aux États-Unis, les Beards s'installent à New York, où ils s'inscrivent tous deux comme étudiants diplômés à la School of Political Science de l'université Columbia.
En 1904, Mary Ritter Beard interrompt ses études de sociologie et s'implique plus activement dans le mouvement pour le droit de vote des femmes. Charles Beard obtient son doctorat en philosophie (PhD) en histoire et devient membre du corps professoral de l'université de Columbia. Il démissionne de son poste de professeur en 1917 en guise de protestation, à la suite du licenciement de trois professeurs pacifistes pendant la Première Guerre mondiale, mais il poursuit sa carrière d'écrivain et d'historien,.
Le fils des Beards, William, naît en 1907, la même année où ils font l'acquisition d'une maison de seize pièces à New Milford, Connecticut, où ils reçoivent fréquemment des invités.

### Influences européennes
Vivant en Angleterre de 1900 à 1902, Mary Beard étudie l'histoire et enseigne l'allemand,. Elle observe le sort de la classe ouvrière dans la société industrielle britannique ; elle commence à soutenir les femmes de la classe ouvrière et à s'intéresser aux problématiques qui les affectent. Beard s'implique dans les mouvements ouvriers et pour le suffrage des femmes britanniques grâce à son amitié avec les suffragettes radicales et les réformateurs socialistes Emmeline Pankhurst et ses filles, Christabel et Sylvia Pankhurst, qui sont membres du Parti travailliste indépendant, et d'autres dirigeants également,,. Les relations de Beard avec des intellectuels européens ont également influencé son intérêt pour les luttes de la classe ouvrière, la politique progressiste, la réforme sociale et l'injustice sociale,.

### Mouvement pour le suffrage
Après le retour des Beards aux États-Unis en 1902, Mary poursuit son militantisme dans des organisations syndicales telles que la New York Women's Trade Union League (WTUL), où elle espère améliorer les conditions dans lesquelles les femmes travaillent. En plus de WTUL, Beard est active dans la Equality League of Self-Supporting Women (devenue plus tard l'Union politique des femmes),,.
Beard en vient à croire que le suffrage donnerait aux femmes un outil pour élire des dirigeants politiques qui, à leur tour, mettraient en œuvre des réformes de justice sociale et des réglementations gouvernementales susceptible d'améliorer les conditions économiques et la vie de la classe ouvrière. En 1910, elle est active dans le militantisme en faveur du suffrage des femmes à New York en tant que membre du New York City Suffrage Party (NYCSP), dirigé par Carrie Chapman Catt. De 1910 à 1912, Beard édite également sa publication, The Woman Voter, avant de concentrer davantage ses efforts sur la Wage-Earners' Suffrage League,,.
Beard quitte le NYCSP en 1913 pour rejoindre la Congressional Union for Woman Suffrage (CU) (appelée plus tard le National Woman's Party), sous la direction d'Alice Paul et de Lucy Burns. En tant que membre de cette faction radicale du mouvement pour le suffrage des femmes, Beard aide à organiser des rassemblements ; elle est rédactrice en chef de son magazine hebdomadaire, The Suffragist. À la demande de Paul, Beard devient membre du comité du Congrès de l'Union,. Elle compte parmi les organisateurs d'un grand défilé pour le suffrage féminin à Washington, D.C., le 3 mars 1913, et sert de maréchal (marshal) pour une section du défilé qui comprend de nombreuses femmes afro-américaines, dont la participation importe pour Beard. Les contributions de Beard à l'Union du Congrès se manifestent également dans les domaines de la planification stratégique, l'organisation et la participation à des manifestations, la présentation de conférences, la rédaction d'articles et le témoignage devant le Congrès, notamment une comparution devant un comité du Congrès de la Chambre des représentants des États-Unis sur le suffrage des femmes en 1914. En novembre 1917, peu de temps avant sa démission du Conseil consultatif du National Woman's Party, Beard dirige une délégation new-yorkaise à Washington, D.C., pour montrer son soutien aux militantes pour le droit de vote des femmes (Silent Sentinels) qui ont fait du piquetage devant la Maison-Blanche.

## Production intellectuelle et oeuvres

### Contribution et collaboration avec Charles Beard
Depuis leur domicile dans le Connecticut, Mary et Charles Beard co-écrivent sept livres ensemble, à commencer par American Citizenship (1914), un manuel pour les élèves du secondaire. Bien qu'ils soient nommés coauteurs, leurs contemporains, y compris des critiques de livres et des collègues historiens, vont ignorer les contributions de Mary,,. Les historiennes Barbara Turoff, Ann Lane et Nancy Cott, dans leur évaluation des œuvres de Mary Beard, et Ellen Nore, dans ses recherches sur Charles Beard, concluent que la collaboration des Beards constitue un partenariat à part entière, comme le couple l'a confirmé, mais les Beards n'ont pas entièrement décrit leurs contributions individuelles dans leurs travaux publiés.
Les autres travaux conjoints des Beards incluent History of the United States (1921), rebaptisé plus tard A Study in American Civilization, et leur ouvrage en deux volumes, The Rise of American Civilization (1927), leur collaboration la plus notable. Ils ont également co-écrit un troisième et un quatrième volume de la série The Rise of American Civilization : America in Midpassage: A Study of the Idea of Civilization (1939) et The American Spirit (1942). Les travaux autonomes incluent The Making of American Civilization (1937) et Basic History of the United States (1944). Les manuels des Beard se sont vendus à cinq millions d'exemplaires entre 1912 et 1952. Basic History of the United States constitue leur ouvrage le plus vendu,,.
Le contenu de History of the United States diffère des autres manuels qu'ils ont écrit par son organisation thématique, par opposition à l'histoire narrative ; leur insistance sur « les causes et les résultats des guerres », plutôt que sur des détails militaires spécifiques ; à cela s'ajoute l'inclusion de matériel à la fin de chaque chapitre pour développer des compétences de pensée critique. Les Beard fournissent également des sources de référence, des questions de discussion, des idées de sujets de recherche et des œuvres de fiction historique connexes suggérées. De plus, leurs manuels comprennent une histoire plus récente (de 1890 à 1920), ainsi que leur interprétation sur le rôle de l'Amérique dans les affaires mondiales. Basic History of the United States et leurs livres ultérieurs comprennent également les vues élargies de Mary Beard sur les contributions des femmes à la civilisation, avec des profils de femmes notables et des sujets tels que le travail des femmes, l'éducation, le statut et l'influence politiques, le statut juridique et les droits des femmes, entre autres. L'histoire des États-Unis présente les vues de l'ère progressiste selon Beard et relie la démocratie aux conditions économiques et sociales. Le livre « a attiré un très large lectorat » et, comme Ann J. Lane le déclare plus tard, il « a façonné la pensée de générations d'Américains ».
L'ouvrage The Rise of American Civilization (1927) (1927) intègre l'histoire culturelle, sociale, économique et politique, tout en reconnaissant l'impact des femmes sur ces aspects de la civilisation. Le livre décrit également l'importance d'inclure les perspectives des femmes dans l'histoire dans son ensemble,. Dans America in Midpassage (1939), un examen politique et économique des années 1920 et 1930, les Beard ont critiqué la politique étrangère de Franklin D. Roosevelt avant la Seconde Guerre mondiale. Le livre comprend également les contributions culturelles et intellectuelles de nombreuses personnes telles que Eugene Debs, Jane Addams, Harriet Stanton Blatch, Florence Kelley et d'autres. The American Spirit: A Study of the Idea of Civilization in the United States (1942), « explicite la raison de leur préférence pour le concept de civilisation dans le traitement de l'histoire des États-Unis » et son lien avec la démocratie, la citoyenneté, et affaires publiques.

### Œuvres individuelles et éditées
Woman's Work in Municipalities (1915) de Mary Beard, le premier des six livres qu'elle a écrits en tant qu'auteure solo, soutient que les efforts de réforme sociale des femmes pouvaient également être considérés comme des activités politiques. Elle exhorte également les femmes à occuper des postes de direction au sein de l'administration municipale,. Le livre de Beard, A Short History of the American Labour Movement (1920), porte sur la réforme sociale et la classe ouvrière. Toutefois, elle est surtout connue pour ses ouvrages sur l'histoire des femmes, notamment On Understanding Women (1931), America Through Women's Eyes (éditeur, 1933), et son œuvre majeure, Woman as Force in History: A Study in Traditions and Realities (1946), sa publication la plus influente,. Dans le but d'accroître l'intérêt pour la recherche sur l'histoire des femmes, Beard utilise plusieurs canaux de communication, notamment des brochures, des émissions de radio, des articles, des discours et des livres.
L'ouvrage de Beard Woman as Force in History (1946) remet en question le point de vue des féministes traditionnelles et soutient que les femmes ont toujours été des agents actifs dans l'histoire aux côtés des hommes. Elle affirme en outre que mettre l'emphase sur les femmes en tant que victimes, plutôt que de s'intéresser à leur impact dans le monde, déforme la réalité et s'avère inexact. Beard croit également que la classe sociale des femmes et leur genre jouent un rôle important dans leurs accomplissements,,.
Beard rejette l'idée féministe selon laquelle les femmes ont été assujetties par les hommes et elle « a délibérément minimisé les contraintes très réelles imposées aux femmes à travers les siècles ». Elle est convaincue, en encourageant les femmes à travers ses écrits, de l'importance de l'histoire des femmes, et déclare : « Nous ne pouvons pas savoir comment notre propre société s'est construite sans la part connue des femmes dans l'établissement de la liberté d'expression, de la liberté de réunion, de la liberté de culte, de toutes les libertés civiles, tout l'humanisme, toutes les branches de l'apprentissage et tout ce que nous apprécions ». Beard a également écrit une brochure de 56 pages, A Changing Political Economy as it Affects American Women (1934), parrainée par l' American Association of University Women, qui constitue un prototype pour un cours sur les études féministes. Malgré ses efforts, elle ne réussit pas à le faire adopter pour les cours de niveau collégial ou universitaire,.
Beard a également écrit et édité d'autres livres sur l'histoire des femmes : Laughing Their Way: Women's Humor in America (coédité avec Martha Bruiere, 1934) et The Force of Women in Japanese History (1953). Son dernier livre était un hommage à son mari, The Making of Charles Beard (1955).

### Spécialiste de l'histoire des femmes
À la suite de l'adoption réussie du dix-neuvième amendement à la Constitution américaine en 1920, Beard se consacre de plus en plus à ces travaux d'écriture et au développement de sa philosophie concernant les femmes dans l'histoire, ce qui la place souvent en désaccord avec le mouvement féministe.
Mary et Charles Beard sont des partisans actifs du mouvement « New History », qui cherche à inclure les facteurs sociaux, culturels et économiques dans l'histoire écrite - une étape importante vers l'inclusion des contributions des femmes. Mary Beard développe ce concept, affirmant que l'étude appropriée de la « longue histoire » des femmes, de la Préhistoire primitive à nos jours, semble révéler que les femmes ont toujours joué un rôle central dans toutes les civilisations. Elle souligne également que les femmes sont différentes des hommes, mais cela ne rend pas leurs contributions moins précieuses, seulement que leur importance n'est tout simplement pas reconnue.
Dans les années 1930, Beard est en désaccord avec les féministes de l'époque, qui, selon elle, considèrent leur histoire comme une histoire d'oppression. Elle crée également une controverse en rejetant l'objectif féministe d'égalité avec les hommes, que les féministes cherchent à atteindre grâce à l'adoption d'un amendement sur l'égalité des droits, auquel Beard s'est opposée, entre autres. Pour Beard, la vision féministe traditionnelle de l'oppression des femmes est non seulement inexacte mais inutile, et la lutte pour l'égalité avec les hommes constitue un objectif inadéquat, en particulier en ce qui concerne l'éducation. Beard estime que les femmes peuvent et doivent offrir quelque chose de différent et de socialement plus bénéfique à la société, et aussi que les femmes doivent être des pourvoyeuses de « culture et de civilisation ».

### Archiviste
En 1935, la militante internationale pour la paix et féministe Rosika Schwimmer suggère à Beard l'idée de créer le Centre mondial des archives des femmes (World Center for Women's Archives (WCWA)), qui tient sa première réunion d'organisation à New York en octobre 1935. En tant que directrice du centre pendant les cinq années suivantes, Beard élargit la portée du projet au-delà de la collecte de documents liés aux femmes dans le mouvement pour la paix. Elle espère rassembler dans un dépôt central toutes sortes de documents publiés et non publiés sur les femmes et d'autres documents d'archives liés à l'histoire des femmes au niveau international. Elle prévoit également créer une institution pour la recherche, l'éducation et les initiatives politiques des femmes, ainsi que de soutenir les efforts d'aide à l'écriture de l'histoire. Beard choisit la devise du centre, « Pas de documents, pas d'histoire », d'après une citation de l'historien français Numa Denis Fustel de Coulanges,,.
Grâce aux contacts de Beard, le centre accumule des promoteurs de projets[style à revoir]. En outre, Carrie Chapman Catt, Jane Addams, Harriet Stanton Blatch et d'autres femmes éminentes telles qu'Alice Paul, Georgia O'Keeffe, Fannie Hurst et Inez Haynes Irwin offrent également leur soutien. Schwimmer démissionne du conseil d'administration du centre en 1936, mais Eleanor Roosevelt et Frances Perkins approuvent la WCWA, qui est officiellement lancée à New York le 15 décembre 1937. Le centre gagne d'abord en publicité et en soutien pour ses efforts de collecte de documents, de conservation des archives et de génération d'intérêt pour l'histoire des femmes. Cependant, en tant que directrice du centre, Beard doit faire face à une multitude d'intérêts concurrents, résultat de différences de longue date au sein du mouvement des femmes, ainsi que d'un financement insuffisant et de désaccords entre ses dirigeants. Le centre n'a jamais été à la hauteur des attentes de Beard et elle démissionne en 1940. La WCWA ferme plus tard cette année-là, en grande partie à cause de conflits internes et d'un manque de financement, sans avoir atteint pleinement ses objectifs,,.
Le travail de Beard avec la WCWA encourage plusieurs collèges et universités à commencer à collecter des documents similaires sur l'histoire des femmes. On lui attribue le mérite d'avoir aidé à développer des archives d'histoire des femmes dans les collèges Radcliffe et Smith, ce qui a finalement conduit à la création de la bibliothèque Arthur et Elizabeth Schlesinger sur l'histoire des femmes en Amérique au Radcliffe Institute for Advanced Study de l'université Harvard et à la collection Sophia Smith à Smith,. En outre, certains des documents de la WCWA ont été transférés dans des collections plus petites telles que la New Jersey Historical Society. Les efforts de Beard à la WCWA ont également inspiré les travaux ultérieurs du Women's Project of New Jersey, Inc..

### Critique deBritannica
Après la dissolution du World Center for Women's Archives en 1940, le projet suivant de Beard, à partir de 1941, est une analyse de la représentation des femmes dans l'Encyclopædia Britannica, réalisée sur la suggestion de Walter Yust, rédacteur en chef de Britannica. Beard a réuni une équipe de collègues universitaires (Dora Edinger, Janet A. Selig et Marjorie White) pour produire A Study of the Encyclopædia Britannica in Relation to its Treatment of Women. Beard et ses collègues collaborent au projet sur une période de 18 mois et, en novembre 1942, remettent le rapport de 42 pages à Yust. Malgré l'intérêt exprimé par Yust et les assurances que le Britannica apporterait des améliorations, les recommandations du rapport sont ignorées. Beard est déçue du résultat et, dans une correspondance de 1947, elle suggère que les femmes ne doivent plus écrire pour cette publication.
Le rapport comprend des recommandations importantes sur les articles existants, ainsi que des suggestions pour de nouveaux articles. Par exemple, les auteures ont noté que le traitement de l'avortement n'est pas complet. Arguant que l'avortement constitue également une question morale, les chercheures estiment aussi que la pertinence de ce phénomène s'étend aux questions démographiques, politiques, sanitaires, médicales et sociales. L'étude note également que l'article sur l'éducation est trop masculin, demande pourquoi il n'y avait pas d'article sur « Queen », et pourquoi les femmes ne sont pas incluses dans le traitement de la santé et de la médecine de Britannica. De plus, à partir de l'article sur « Song », le rapport note : « Aucune femme n'a chanté en Europe, selon ce qu'il ressort de cette revue. Les contributions des religieuses, dans la composition de chœur et le chant, ne sont pas du tout reconnues ». Les sujets que les auteures ont recommandé d'inclure comprennent le bain, la panification, la teinture, l'hôpital, la faim, la lessive et les salons, entre autres.

### Engagement des dernières années
Mary Beard devient une membre active de la Ligue internationale des femmes pour la paix et la liberté. Mary et Charles Beard, tous deux pacifistes, sont également opposés à l'implication des États-Unis dans la Seconde Guerre mondiale.
Après la mort de Charles en 1948, à North Haven (Connecticut), Mary continue à écrire et à rester active passé ses soixante-dix ans. Ses derniers livres sont The Force of Women in Japanese History (1953), publié deux décennies après qu'elle et son mari aient visité le Japon en 1922–1923, et The Making of Charles Beard (1955), un hommage à son défunt mari,. Après être tombée malade vers l'âge de quatre-vingts ans, elle déménage à Scottsdale, en Arizona, pour vivre près de son fils, William,.

### Mort et héritage
Mary Beard est décédée d'une insuffisance rénale le 14 août 1958, à l'âge de quatre-vingt-deux ans, à Phoenix dans le comté de Maricopa, en Arizona. Ses restes sont inhumés au cimetière Ferncliff à Hartsdale dans le comté de Westchester, New York, à côté de ceux de son mari, Charles, décédé le 1er septembre 1948.
Malgré les efforts de Beard pour acquérir les papiers personnels de femmes du monde entier et de toutes les périodes de l'histoire pour le Centre mondial des archives des femmes, elle n'a pas considéré ses propres manuscrits, lettres et autres documents de valeur. Avant leur mort, elle et son mari, dont la position pacifiste s'est avérée controversée au cours de la dernière décennie de sa vie, ont détruit la quasi-totalité de leur correspondance personnelle et des papiers qu'ils considèraient comme confidentiels. Mary Beard ne prévoyait de publier aucune de leurs lettres et ne voulait pas que d'autres le fassent ; cependant, certaines des lettres survivantes trouvées dans les collections d'autres personnes seront publiées plus tard.
L'héritage de Mary et Charles Beards découle de leurs travaux publiés. La co-rédaction par le couple de manuels généraux et inclusifs est innovante pour leur époque. En plus d'incorporer l'histoire sociale, économique et politique, ils incluent des questions contemporaines et les contributions des femmes à la civilisation. Margaret Crocco souligne que l'approche interdisciplinaire utilisée par les Beard dans leurs manuels a encouragé le développement de programmes universitaires dans la société américaine dans les années 1930 et 1940 dans des collèges et universités, notamment l'université Yale, l'université Brown, l'université du Minnesota et l'université de Pennsylvanie. Mary est élue rétroactivement membre de Phi Beta Kappa en 1939. En 1897, lorsqu'elle est diplômée de l'université DePauw, seuls des hommes avaient jusque là reçu cet honneur académique.
Dans History and Feminism: A Glass Half Full (1993), Judith Zinsser soutient qu'à partir des années 1930, Mary Beard « était l'autorité et l'avocate la plus connue de l'histoire des femmes aux États-Unis ». Les écrits de Beard et les actions qu'elle a entreprises au cours de sa vie en faveur du suffrage des femmes, des questions de travail et de la création d'archives des femmes ont également contribué à éclairer les contributions que les femmes ont apportées à travers l'histoire. À la fin du XXe siècle, d'autres historiens commencent à intégrer consciemment les contributions des femmes à l'histoire dans leurs publications telles que la révision par Howard Zinn de A People's History of the United States (rév. 1995). Margaret Crocco conclut que les perspectives de Mary Beard sur l'histoire des femmes, en général, et l'affirmation de Beard selon laquelle les femmes ont également été des agents actifs dans l'histoire « restent à l'avant-garde du domaine aujourd'hui ». Dans The Majority Finds Its Past: Placer Women in History (1979), l'historienne Gerda Lerner a décrit les efforts en cours pour écrire sur l'histoire des femmes comme la poursuite du travail commencé par Beard.
Bien que le travail de Beard pour créer des archives féminines à New York a échoué, elle a servi de consultante auprès d'autres initiatives d'archives féminines qui ont finalement conduit à la création de la bibliothèque Schlesinger au Radcliffe Institute for Advanced Study de l'université Harvard, ainsi que de la collection Sophia Smith, à la bibliothèque Neilson du Smith College et d'autres projets d'histoire des femmes tels que ceux du New Jersey.
L'un des héritages indirects de Mary Beard est le développement de cours d'histoire des femmes, qui sont devenus fréquents sur les campus universitaires américains. Son travail « A Changing Political Economy as It Affects American Women » est l'un des premiers exemples de programme de cours d'histoire des femmes. L'histoire des femmes est devenue un domaine d'étude universitaire. En 1970, le campus de South Bend de l'université de l'Indiana lance ce qui est le plus ancien programme d'études continues sur les femmes aux États-Unis.

### Sélection d'ouvrages publiés
- American Citizenship (1914, avec Charles Beard)[67]
- Woman's Work in Municipalities (1915)[36]
- A Short History of the American Labor Movement (1920)[68]
- History of the United States (1921, avec Charles Beard) [27]
- The Rise of American Civilization (1927, avec Charles Beard)[27]
- The American Labor Movement. A Short History (1931)[69]
- On Understanding Women (1931)[68]. Edition 1977
- America Through Women's Eyes (éditrice, 1933)[68]
- "A Changing Political Economy as It Affects American Women" (1934)[69]
- Laughing Their Way: Women's Humor in America (1934, co-édité avec Martha Bensley Bruiere)[40]
- The Making of American Civilization (1937, avec Charles Beard)[69]
- America in Midpassage (1939, avec Charles Beard)[29]
- The American Spirit: A Study of the Idea of Civilization in the United States (1942, avec Charles Beard)[34]
- Basic History of the United States (1944, avec Charles Beard)[29]
- Woman as Force in History: A Study in Traditions and Realities (1946)[68]
- The Force of Women in Japanese History (Washington:  Public Affairs Press, 1953)[40]
- The Making of Charles Beard (1955)[70]

## Lectures complémentaires
- Alvarado, Alice. "Laissé de côté: le rôle des femmes dans l'historiographie et la contribution de Mary Ritter Beard." (2012). en ligne
- Jardins, Julie Des. Les femmes et l'entreprise historique en Amérique : genre, race et politique de la mémoire, 1880-1945, (Univ. of North Carolina Press, 2003)
- Smith, Bonnie G. "Voir Mary Beard." Études féministes (1984): 399–416. dans JSTOR
- Trigg, Marie. "Travailler ensemble pour des fins plus grandes que soi": Les luttes féministes de Mary Beard et Doris Stevens dans les années 1930." Journal d'histoire des femmes 7 # 2 (1995): 52–85. en ligne
- Trigg, Mary K. Feminism as Life's Work: Four Modern American Women through Two World Wars (Rutgers University Press, 2014) xii + 266 pp. revue en ligne
- Zinsser, Judith P., History and Feminism: A Glass Half Full, New York, Twayne Publishers, 1993 (ISBN 9780788162251)

### Sources primaires
- Beard, Mary Ritter, and Ann J. Lane, eds., Making Women's History: The Essential Mary Ritter Beard, New York, The Feminist Press at the City University of New York, 1977
- Mary Beard, Le travail des femmes dans les municipalités
- Mary Beard, Une brève histoire du mouvement ouvrier américain